# 22 Bishopsgate
22 Bishopsgate, auch bekannt als Twentytwo, ist ein Bürogebäude in London. Es befindet sich in Londons Finanzbezirk, verfügt über 62 Etagen und erreicht eine Höhe von 278 Metern. Dieses Gebäude ersetzt das zuvor geplante, das als The Pinnacle (‚der Gipfel‘) bekannt war. Der Bau des Vorgängergebäudes begann im Jahr 2008. Er wurde jedoch 2012 wegen der großen Rezession nach der Errichtung der ersten sieben Stockwerke unterbrochen. Nach einem Neudesign des Wolkenkratzers wurde das Projekt 2016 wieder aufgenommen und 2020 fertiggestellt.

## The Pinnacle
Nach den Originalplänen sollte das Hochhaus mit einer Höhe von 307 Meter nach The Shard das zweithöchste Gebäude im Vereinigten Königreich werden. Es wurde von dem New Yorker Architekturbüro Kohn Pedersen Fox geplant und vom deutschen Immobilienfonds DIFA finanziert. Es sollte im Finanzdistrikt in der City of London den Mittelpunkt einer Vielzahl von neuen Hochhäusern bilden. Die Pläne mussten aufgrund eines Einspruchs der britischen Flugaufsichtsbehörde überarbeitet werden und wurden am 26. April 2006 mit einer um 19 m reduzierter Höhe angenommen. Der Baubeginn wurde aus Kostengründen immer weiter nach hinten verschoben und schließlich auf Ende 2007 festgelegt. Da ein Fehler bei der Planung des logistischen Bauvorgangs entdeckt wurde, mussten die Pläne abermals überarbeitet und der Baustart um ein weiteres Jahr verschoben werden, sodass erst im Dezember 2009 die ersten Fundamente gesetzt werden konnten.
- Mit 1900 m² Solarzellen sollte The Pinnacle das Gebäude mit der größten Solarfläche Englands werden.
- Um Energie zu sparen und auf Klimaschwankungen flexibel reagieren zu können, sollte das Hochhaus eine aus zwei Schichten bestehende Außenhaut bekommen.
- Das Gebäude sollte eine Bürofläche von 88.000 m² bieten.

Im März 2012 wurde der Bau nach der Erstellung der ersten sieben Geschosse unterbrochen. Das Bauvorhaben wurde eingestellt und durch ein neues Design ersetzt.